# Maximilian Ronke
Maximilian Ronke (geb. 27. November 1904 in Ostrava (Mährisch Ostrau) oder in Ostrowo, Provinz Posen; gest. 1983 oder 17. Oktober 1984 in Würzburg) war ein deutscher Jurist. Er war unter anderem Oberlandesgerichtsrat am Oberlandesgericht Prag. Nach dem Ende des „Dritten Reiches“ wurde er Landgerichtsdirektor am Landgericht Würzburg und Honorarprofessor für Zivilrecht an der Universität Würzburg.

## Lebensweg
Maximilian Ronke besuchte die Schule in Ostrowo in der damals preußischen Provinz Posen. Sein Vater war Lehrer. 1920 zog seine Familie nach Patschkau in Oberschlesien um. 1923 legte er seine Abiturprüfung am katholischen Gymnasium Patschkau ab. Ronke studierte danach zunächst Musik, Rechtswissenschaft und Staatswissenschaft an der Universität Breslau, ab 1925 dann Rechtswissenschaft an den Universitäten München, Greifswald und Posen. 1928 legte Ronke seine erste juristische Staatsprüfung in Stettin mit der Note „gut“ ab. Am 12. Februar 1930 wurde er an der Universität Greifswald für seine Dissertation über „Die rechtliche Bedeutung des Irrtums im Codex Juris Canonici“ mit der Note „magna cum laude“ zum Doktor der Jurisprudenz (Dr. iur.) promoviert. 1932 legte Ronke seine zweite juristische Staatsprüfung ab. 1933 war er Gerichtsassessor (Richter auf Probe), danach wurde er Landgerichtsrat am Landgericht Glogau, ab Mai 1937 am Landgericht Halle an der Saale. Im Jahr 1938 war Ronke Hilfsrichter am Oberlandesgericht Naumburg.
Nachdem das zur Tschechoslowakei gehörige Sudetenland im Münchner Abkommen von 1938 dem Deutschen Reich zugesprochen worden war, wurde im Reichsgau Sudetenland deutsche Gerichtsbarkeit eingeführt. Als oberstes Gericht für das Sudetenland in Zivil- und Strafsachen wurde das deutsche Oberlandesgericht Leitmeritz eingesetzt. Die Justizspitze im Reichsgau Sudetenland wurde mit Sudetendeutschen besetzt. Es wurden jedoch Richter und Staatsanwälte aus dem Deutschen Reich an das OLG Leitmeritz abgeordnet, da diese bereits mit dem deutschen Recht vertraut waren, das im Reichsgau Sudetenland einzuführen war. Unter ihnen war Maximilian Ronke.
Ronke leistete nach Ausbruch des Zweiten Weltkriegs im September 1939 zunächst vorübergehend Militärdienst, wurde aber bereits im Juli 1940 an das Oberlandesgericht Posen berufen, und 1941 an das Oberlandesgericht Prag. Dort wurde er Oberlandesgerichtsrat. Offenbar war er auch als Richter am Sondergericht Prag tätig.
1945 geriet Ronke in Gefangenschaft. Nach seiner Entlassung aus der Internierung ging er nach Hof an der Saale. Ab 1. Juni 1949 war Ronke als bundesdeutscher Richter für Zivilrecht tätig. Er wurde zunächst Amtsgerichtsrat am Landgericht Würzburg, am 1. Mai 1952 dann Landgerichtsdirektor an diesem Landgericht. Ronke war zunächst Lehrbeauftragter und ab 1957 oder 1958 Honorarprofessor für Zivilprozess- und bürgerliches Recht an der Universität Würzburg.

## Veröffentlichungen von Maximilian Ronke (Auswahl)
- „Die rechtliche Bedeutung des Irrtums im Codex Juris Canonici“, Dissertation Greifswald 1931, 132 Seiten
- „Die Anwendung erbrechtlicher Vorschriften im Protektorat Böhmen und Mähren“, S. 375 ff., in: Deutsches Recht, Wochenausgabe, Hrsg. v. Dr. Hans Frank, Heft 10/11, Seiten 353–400, 12. Jahrgang, 7./14. März 1942, Ausgabe A, https://pbc.gda.pl/Content/79583/Nr_010-011.pdf, (S. 31 von 60 der PDF-Datei)
- „Das deutsche Zwangskartellrecht in Böhmen und Mähren“, in: Prager Archiv, Ausgabe XXV, 1943, S. 60 ff.
- „Fünf Jahre Rechtsentwicklung im Protektorat Böhmen und Mähren“, in: Deutsches Recht, 1944, S. 258–266
- „Zur Pfändung und Verpfändung des mit der Auflassung entstehenden sogenannten dinglichen Anwartschaftsrechts“, in: Festschrift der Rechts- und Staatswissenschaftlichen Fakultät der Julius-Maximilians-Universität Würzburg zum 75. Geburtstag von Hermann Nottarp, hrsg. von Paul Mikat, C. F. Müller-Verlag, Karlsruhe 1961
- „Der fehlerhafte Beitritt zu einer Gesellschaft und die fehlerhafte Gesellschaft nach der Rechtsprechung des Reichsgerichts“, in: „Ius et Commercium.“ Studien zum Handels- und Wirtschaftsrecht. Festschrift für Franz Laufke zum 70. Geburtstag am 20. Juni 1971, dargebracht von der Juristischen Fakultät der Bayerischen Julius-Maximilians-Universität zu Würzburg, Holzner-Verlag, Würzburg 1971.
- „Die Rechtsprechung des Bundesgerichtshofs zur fehlerhaften Gesellschaft“, in: Festschrift für Heinz Paulick zum 65. Geburtstag, 9. Mai 1973, hrsg. v. H. W. Kruse (Hrsg.), Otto-Schmidt-Verlag, Köln 1973
- „Neue Entscheidungen zur nichtehelichen Lebensgemeinschaft“, [postumer] Beitrag zu: „Recht und Rechtsbesinnung“, Gedächtnisschrift für Günther Küchenhoff (1907–1983). Hrsg. v. Manfred Just, Michael Wollenschläger, Philipp Eggers und Hans Hablitzel, Duncker & Humblot, Berlin 1987, S. 333